# Im Hoff (Patrizierfamilie)

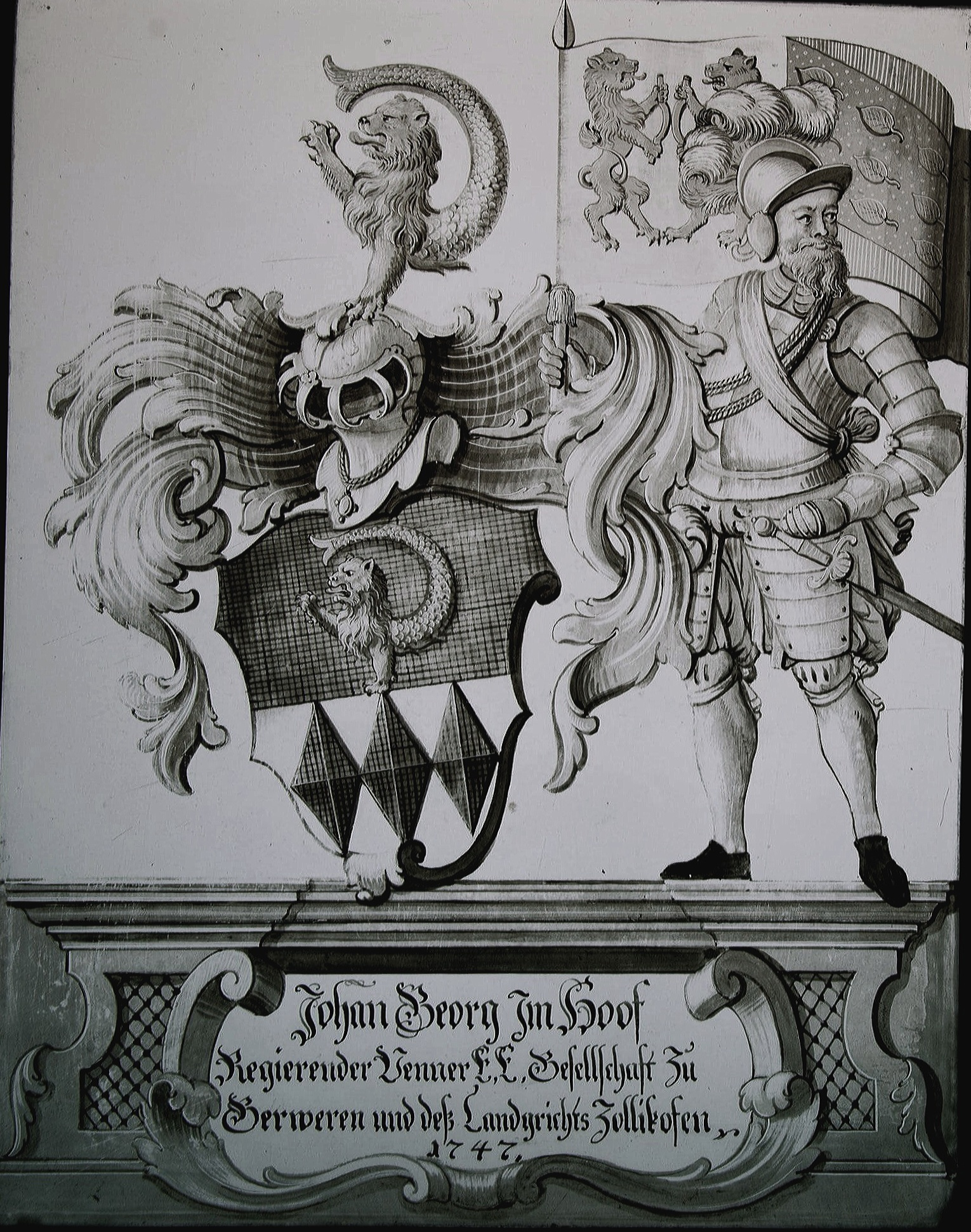
Durch Johann Georg Im Hoof (IV.) gestiftete Grisaille-Glasscheibe mit Familienwappen der Im Hoff, Kirchengemeindehaus Grafenried BE (1747)

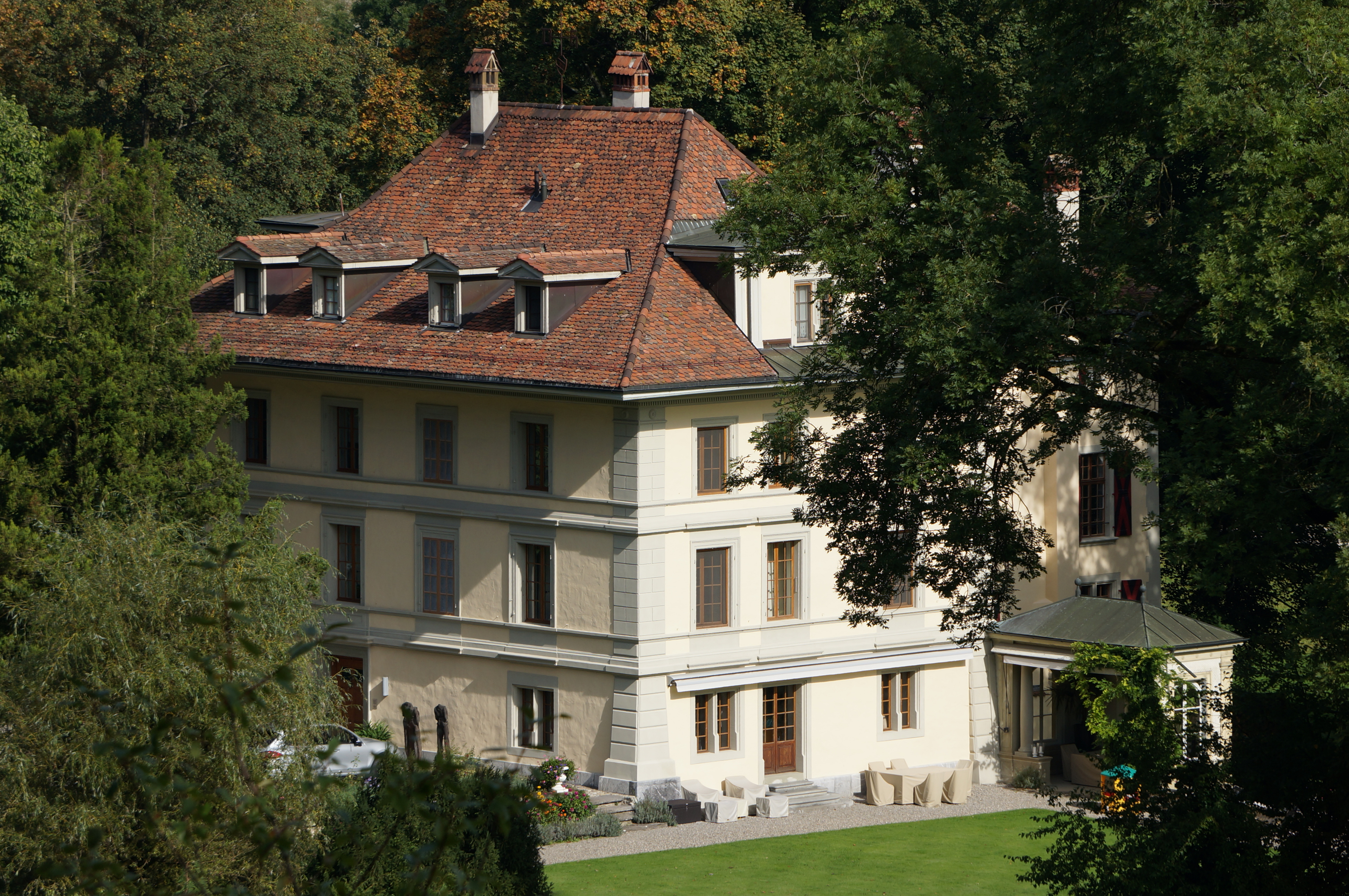
Campagne Rörswil, Ostermundigen (2013)

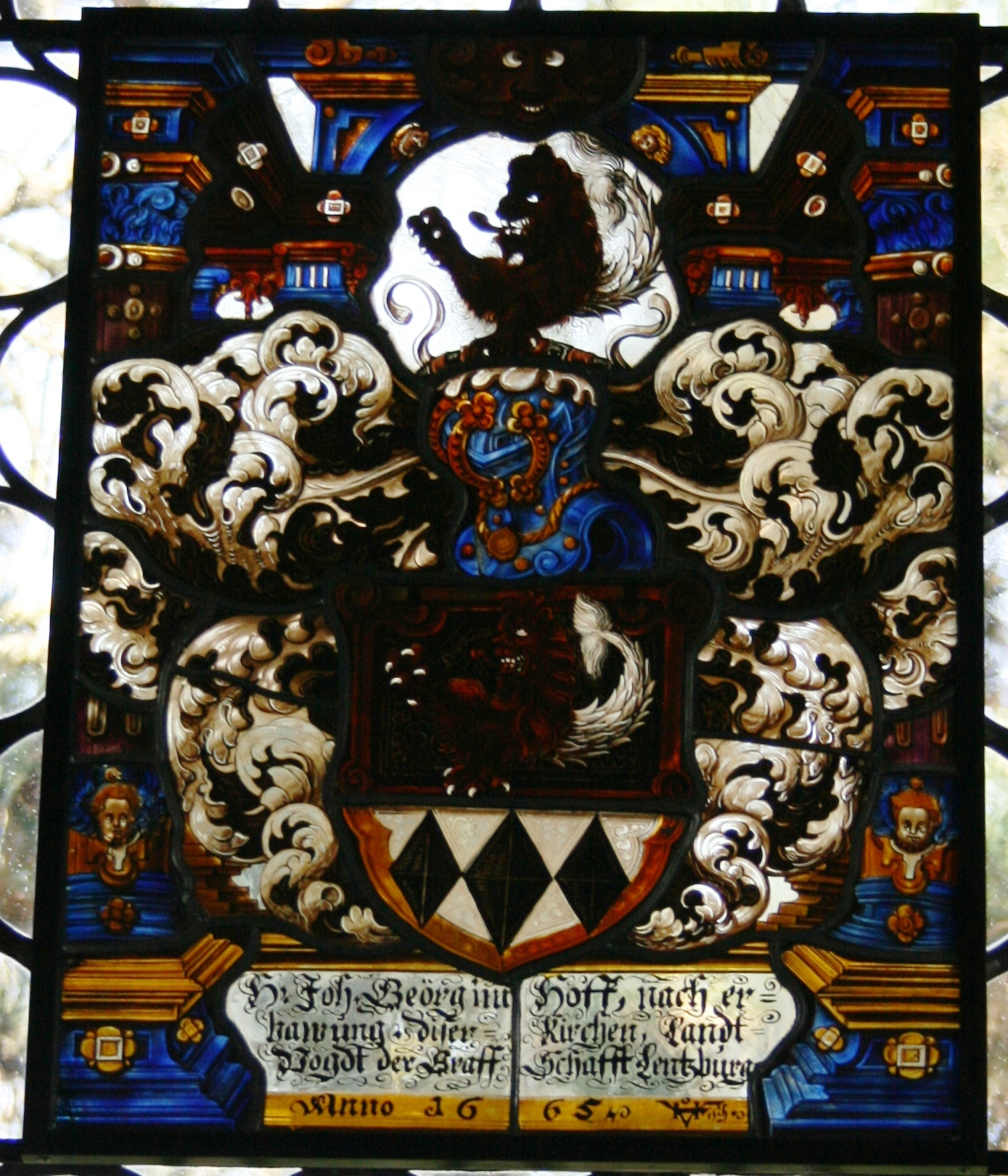
Durch Johann Georg Im Hoff (II.) in die Kirche Gränichen gestiftete Glasscheibe (1665)

Die Familie Im Hoff (Im Hof, Imhof, Imhoof, von Im Hoff bzw. von Imhoff) war eine Berner Patrizierfamilie.

## Geschichte
Die Imhof (Im Hoff) sind in Aarau seit dem 14. Jahrhundert urkundlich bezeugt, so etwa am 11. Juli 1357 zu Aarau Heinrich Im hoff und am 15. Januar 1369 Peter Im hoff von Aarau.
Der Notar Johann Georg Im Hoff aus Aarau erwarb 1617 das Burgerrecht in Bern und gelangte 1643 in den Grossen Rat von Bern, welcher souveräner Landesherr von Stadt und Republik Bern war. Ab da sassen die Im Hoff seiner Abstammungslinie darin, bis zum Untergang des bernischen Staates im Jahr 1798 sowie während der Restauration, von 1813 bis 1831, und sie waren Angehörige der Gesellschaft zu Ober-Gerwern. Mehrere Vertreter aus dem Geschlecht waren Offiziere in piemontesischen und holländischen Diensten. Angehörige der Familie bekleideten dreimal das Amt des Venners zu Gerwern und besassen zeitweise die Herrschaften Gerzensee und Schafisheim sowie die Campagne Rörswil. Die Annahme des Adelsprädikats «von» erfolgte gemäss des Grossratsbeschlusses vom 9. April 1783, welcher allen regimentsfähigen Geschlechtern von Bern dessen Führung freistellte. Die Im Hoff starben 1892 im Mannesstamm aus.
Abraham Balthasar von Imhoff war Mitglied des Grossen Rats, lebte von 1773 bis 1859 auf dem väterlichen Gut in Rörswil und galt als der reichste Berner seiner Zeit. Die jüngste seiner drei Töchter, Margaretha Cäcilie von Imhoff, mit Hugo Theodor von Hallwyl (1810–1870) verheiratet, erbte Rörswil, da der einzige Sohn Balthasar Albrecht wegen eines Unfalls pflegebedürftig war, betreut von Dr. Lory in Münsingen, dem Gründer der Lorystiftung. Mit diesem Sohn starb 1892 das 1617 in Bern eingebürgerte Geschlecht aus. Johann Georg Im Hoff (I.) (1596–1657), der erste Berner seines Geschlechts, war 1626 Gerichtsschreiber und 1629 bis 1635 Landvogt zu Wangen. Er und seine Nachfahren haben Bern in den verschiedensten Chargen Dienste geleistet.
Die Campagne Rörswil vererbte sich in die Familie von Hallwyl, ein Sohn von Margaretha Cäcilie von Hallwyl geb. von Imhoff (von Hallwyl-von Imhoff) (* 1815; † 1893) war Hans von Hallwyl (1835–1909), was dazu führte, dass die Familienaltertümer (insbesondere Porträts) ins Schweizerische Nationalmuseum und ins Hallwyl-Museum Stockholm gelangten.

## Personen
- Johann Georg Im Hoff (I.) (1596–1657), Notar, Burger zu Bern 1617, Mitglied des Grossen Rats der Stadt Bern, Gerichtsschreiber, Landvogt zu Wangen an der Aare
- Johann Georg Im Hoff (II.) (1630–1691), Ohmgeldner, Obervogt zu Lenzburg, Mitglied des Kleinen Rats, Salzdirektor
- Daniel Im Hoff (1633–1713), Mitglied des Grossen Rats der Stadt Bern, Grossweibel, Landvogt zu Grandson, Landvogt zu Lausanne, Mitglied des Kleinen Rats, Salzdirektor, Venner
- Balthasar Im Hoff (I.) (1637–1711), Mitglied des Grossen Rats der Stadt Bern, Ohmgeldner, Landvogt zu Trachselwald, Landvogt zu Chillon, Salzdirektor
- Samuel Im Hoff (1642–1713), Herr zu Gerzensee, Herr zu Schafisheim, Mitglied des Grossen Rats der Stadt Bern, Obervogt zu Lenzburg
- Johann Georg Im Hoff (III.) (1653–1686), Mitglied des Grossen Rats der Stadt Bern, Deutschseckelmeister
- Johann Georg Im Hoff (IV.) (1679–1765), Mitglied des Grossen Rats der Stadt Bern, Grossweibel, Landvogt zu Romainmôtier, Mitglied des Kleinen Rats, Venner
- Balthasar Im Hoff (II.) (1684–1764), Mitglied des Grossen Rats der Stadt Bern, Iseler, Salzdirektor in Roche
- Gottlieb von Imhoff (1704–1784), Notar, Mitglied des Grossen Rats der Stadt Bern, Landvogt zu Aarberg, Landvogt zu Echallens
- Anton Albrecht von Imhoff (1720–1786), Offizier im Piemont, Mitglied des Grossen Rats der Stadt Bern, Landvogt zu Wangen an der Aare, Mitglied des Kleinen Rats, Venner
- Reinhard Balthasar Im Hoff (1731–1813), Offizier im Piemont, Mitglied des Grossen Rats der Stadt Bern, Stiftschaffner zu Zofingen, Besitzer der Campagne Rörswil
- Rudolf Albrecht Anton von Imhoff (1772–1814), Besitzer des Füllerich-Guts (Muri bei Bern)
- Abraham Balthasar von Imhoff (1773–1859), Besitzer der Campagne Rörswil, Mitglied des Grossen Rats
- Balthasar Albrecht von Imhoff (1823–1892), ultimus[13]

## Wappen
| Wappen von | Blasonierung: «Geteilt von Schwarz und Silber, oben ein goldener, rotbewehrter Seelöwe, unten drei aneinanderstossende geschliffene schwarze Rauten.» |
| Wappen von | Wappenbegründung: Althergebrachtes Wappen der Familie im Hoff. Mit dem Seelöwen lehnt sich das Wappen an dasjenige der Nürnberger Imhoff (auch: Imhof). Jene sind eine der ältesten Patrizierfamilien der Reichsstadt Nürnberg mit Zweigen in der Reichsstadt Augsburg und anderen Städten, erstmals urkundlich erwähnt Mitte des 13. Jahrhunderts in Lauingen. Auf dem Helm mit rechts schwarz-goldenen, links schwarz-silbernen Helmdecken der Seelöwe wie im Schild. |

Eine gemalte Fensterscheibe im Pariser Musée de Cluny zeigt die Wappen von «Hans Görg Knobloch und Anna Maria Im Hof sein Egemahl [= Ehegemahlin] 1625». Im Wappen der in Strassburg ansässigen Familie Knobloch steht eine Knoblauchzwiebel; der Schild Im Hof (Imhoff) zeigt den Seelöwen und die Rauten.